# 通夜
通夜（つや）は、仏教等で葬儀前に行う食事のこと

## 仏教の通夜

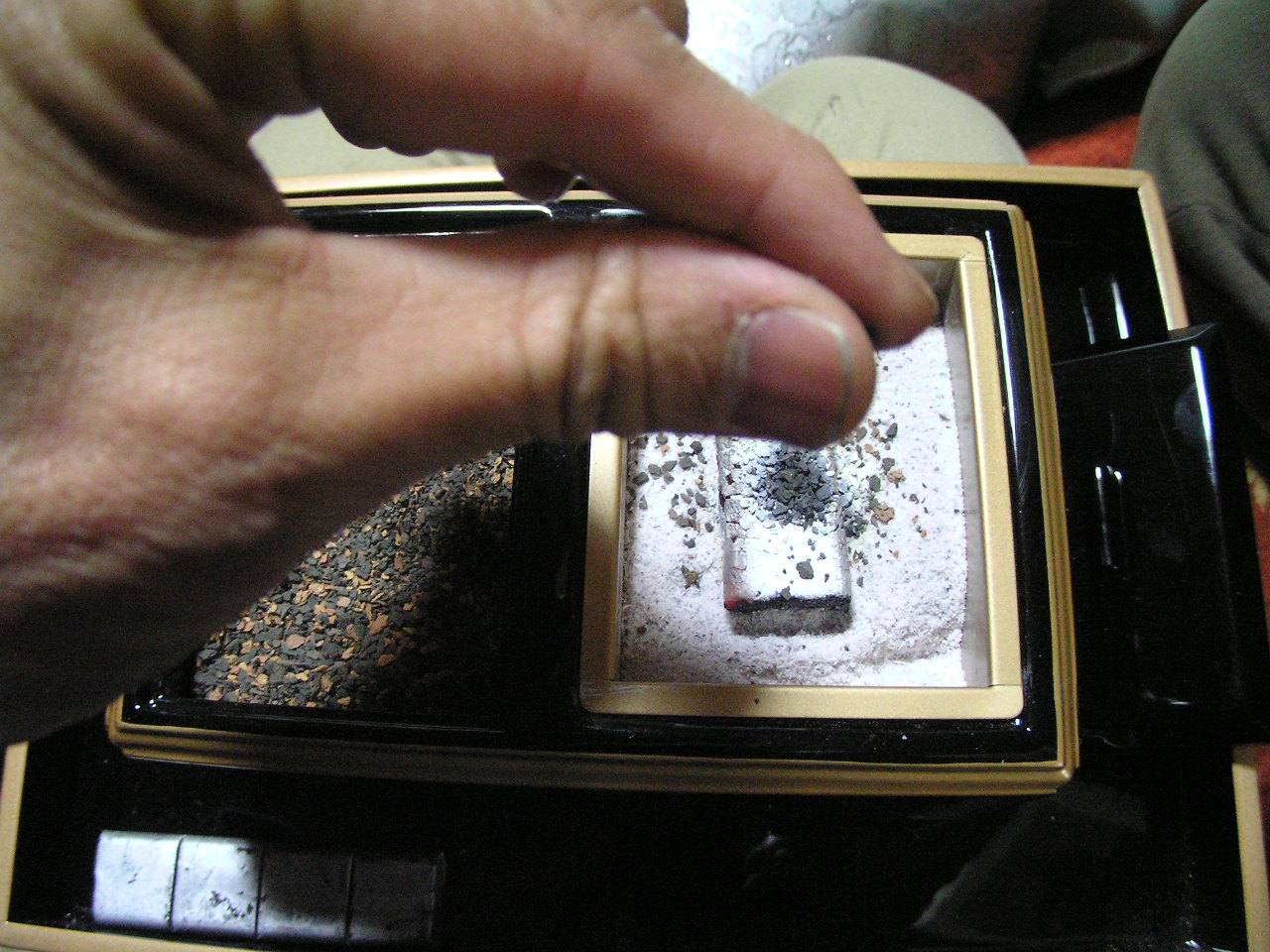
焼香の様子

### 意義
通夜の起源は、釈迦の弟子たちが釈迦の死後の7日間、遺体を見守りながら、釈迦が生涯をかけて説いた説法を夜通し互いに聞き合ったという故事による。通夜の目的は故人の成仏を祈ることではなく、大夜（たいや）に故人の現世での最後の夜を共に過ごすために集まった親しい人々が、遺体を取り囲んで故人の思い出話を語り合うことであった。
曹洞宗では釈迦の弟子にならい、『修証義』を遺族らが住職とともに読誦するのが通夜の本来の儀式である。

### 日本
通夜はもともと故人を葬る前に親族や知人が夜通しで死者を守ることを意味した。古くは葬儀に至るまでの夜を通して通夜と称した。しかし、時代の変化とともに、2時間程度の半通夜が一般化してきており、僧侶を招いて読経と焼香を行うという、葬儀に準じた儀式となっている。通夜の儀式化に伴い、弔問客も会葬して行われる通夜を本通夜、遺族など近親者だけで前もって行われる通夜を仮通夜と称することもある。
通夜では一般的に、僧侶が読経を始め、しばらくすると親族や会葬者により順次焼香が行われる。読経の終了後に僧侶が法話や説教を行う場合もある。
また、故人とともに最後の食事を行うという意味で通夜ぶるまいが行われる地域もある。故人の供養と参列者へのお礼の意味で食事をふるまう地域もあれば、食事は家族のみで参列者は茶菓子や飲み物を受け取るだけの地域もある。
弔問客が帰ってからも親族が交代で死者を守るという習慣は見られ、特に夜伽（よとぎ）と称して夜を通して故人とともに過ごす地域もある。
昼間は勤務などで告別式に参列できないとなどの理由で、近親者以外は通夜のみに参列し、告別式には参列しない、若しくは通夜のみを行って告別式を行わないのが一般的な地域もある（西日本全域、特に中国地方や北海道の一部の地域など）。
逆に通夜は近親者のみ参列し、一般の参列者は葬儀にのみ参列するのが一般的な地域もある（東北地方の一部の地域など）。
通夜を行わない風習を持つ地域もある（秋田県の一部など。秋田市や青森県弘前市では一般的に火葬を行ってから、通夜（逮夜）・告別式を行うことが多い）。また、もともと通夜を行っていた地域でも単身世帯の増加や高齢化の進行とともに通夜を行わず葬式だけ行う「1日葬」が増えている。

### 韓国
韓国語には通夜に相当する単語が存在しない。葬儀に関連する礼儀作法や手順をまとめて初終凡節と称する。

## 他宗教の儀礼
- 神式の儀礼については通夜祭と呼ぶ。

- 正教会（ギリシャ正教）にはギリシャ語の語源で「夜通しの祈り」を意味する「パニヒダ」という永眠者の為の式典がある。日本正教会では葬式前晩のパニヒダを通夜と呼ぶ事を忌避していない[7]。